# Sea Axe
De Sea Axe is een zogenoemde Fast Crew Supplier ontworpen en gebouwd door Damen Shipyards Group. Dit soort suppliers zijn bevoorradingsschepen voor de offshore industrie. Het bijzondere aan dit schip is haar bijlboeg. Die boeg zorgt ervoor dat de snelheid bij ongunstige weersomstandigheden op hetzelfde niveau blijft. De wrijving van de bijlboeg is relatief minder en bovendien heeft het schip nagenoeg geen last van het fenomeen paaltjespikken, doordat de boeg van het schip bij golfslag in het water blijft en er niet op klapt. Het schip speelt in op de ontwikkeling dat op een productieplatform plotseling materiaal nodig is of dat personeel daar snel afgelost dient te worden.

## Afmetingen
- Lengte: 35,95 meter
- Breedte: 7,33 meter
- Diepgang: 3,30 meter
- Bunkercapaciteit: 28 ton.
- NET 40 ton
- Passagiers: 30

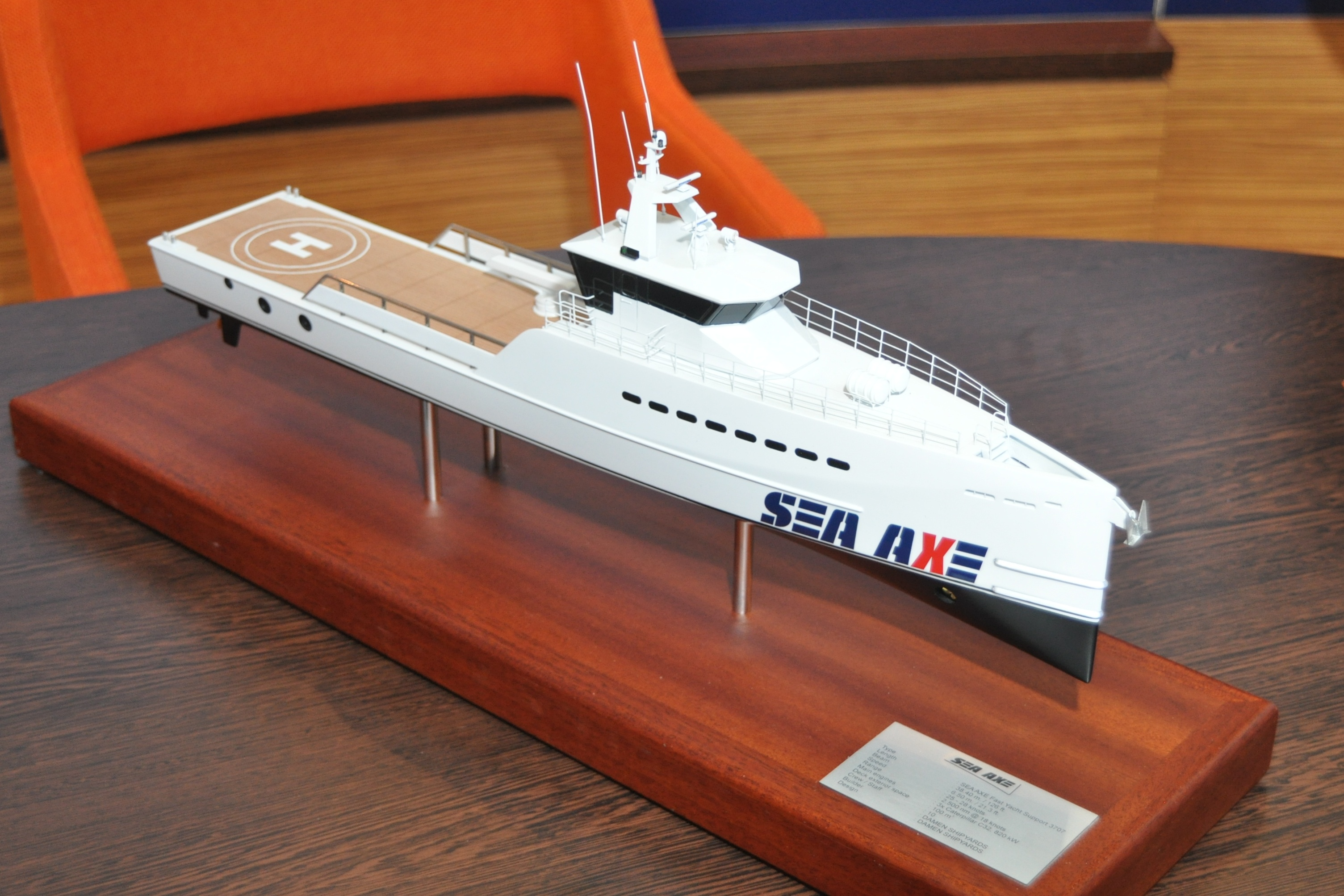
Model van de Sea Axe bij RAI METS 2011 te Amsterdam

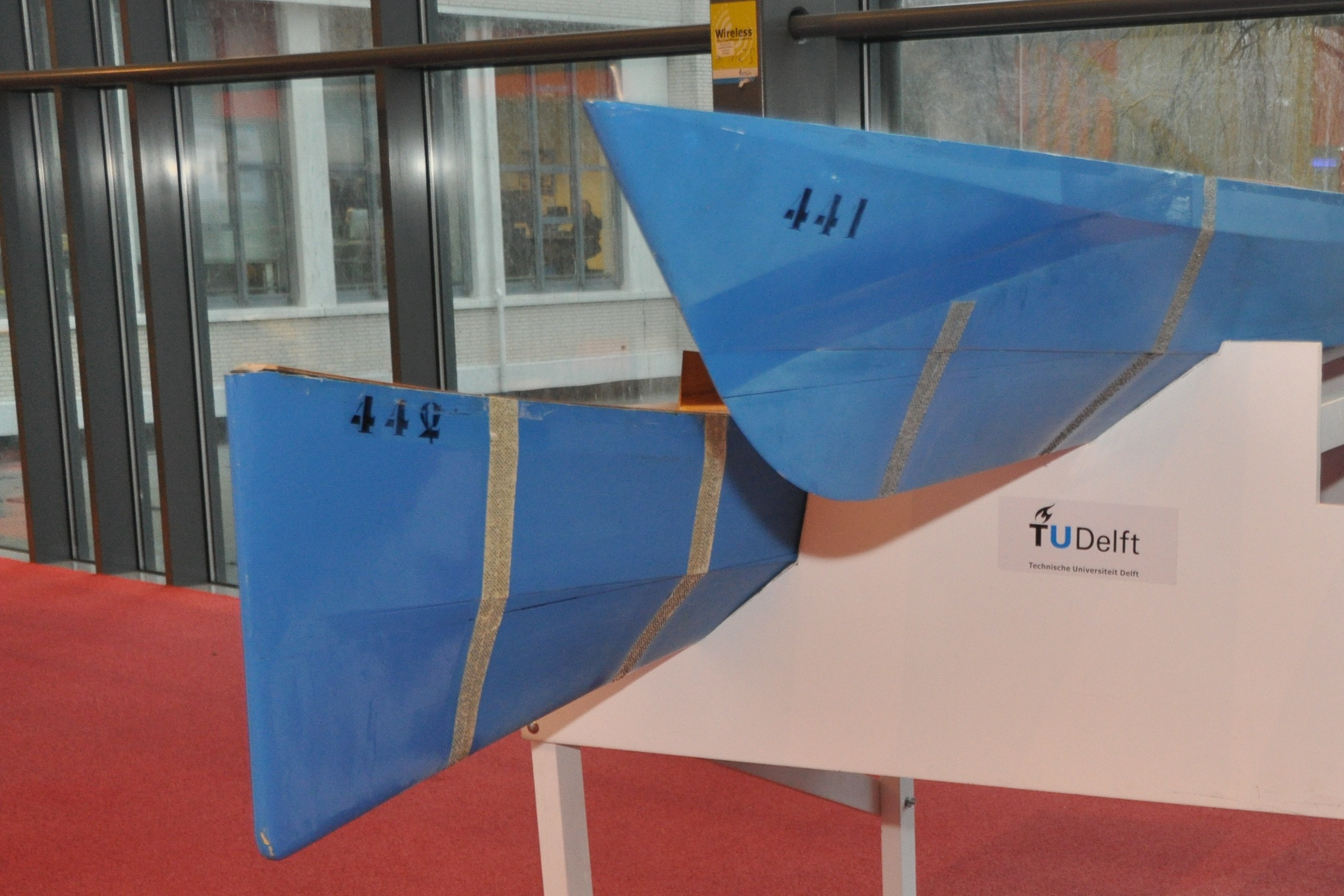
Sleeptankmodel van de Sea Axe (442) en van een conventioneel schip (441)

- Hoofdmotoren: Caterpillar C32C (3x), totaal 4200 pk
- Snelheid: ruim 28 knopen.